# Доктор Кривавогріш, або Як ми знайшли спільну мову після бомби
«Доктор Кривовогріш, або Як ми знайшли спільну мову після бомби» (англ. «Dr. Bloodmoney, or How We Got Along After the Bomb») — науково-фантастичний роман американського письменника Філіпа К. Діка, виданий 1965 року. Він був номінований на премію «Неб'юла» як найкращий роман 1965 року.
Дік написав роман у 1963 році з робочими назвами «Земний хід» і «Земна одіссея». Однак редактор Ace Дональд Воллхайм запропонував остаточну назву, яка посилається на фільм «Доктор Стрейнджлав або: Як я перестав хвилюватись і полюбив бомбу» (1964).

## Короткий зміст сюжету
Дія розгортається у постапокаліптичному майбутньому. У 1972 році, на початку оповідання, доктор Бруно Блутгельд (нім. «Криваві гроші») керував проєктом випробування ядерної зброї як способу захисту від комуністичного Китаю та Радянського Союзу. Однак прорахунок спричинив ядерну аварію в атмосфері, яка призвела до масових радіоактивних опадів і мутацій. Нещодавно Сполучені Штати були залучені в тривалий період бойових дій з Китаєм і Радянським Союзом, ⁣ що призвело до війни на Кубі.
У 1981 році Блутгельд, якого тепер усі ненавидять, звертається до доктора Стокстіла, щоб потрапити до нього на сеанс психотерапії з приводу своєї параної та почуття провини. Тим часом Стюарт Маккончі, Хоппі Гарінгтон і Джим Фергессон, працівники Modern TV Sales and Service у Берклі, Каліфорнія, проживають досить звичайний день, зупиняючись, щоб поспостерігати, як Волт і Лідія Денгерфілди запускаються на орбіту на першому етапі колонізаційної місії до Марса. Однак цей звичайний день порушує потужний ядерний вибух. На орбіті Волт Денгерфілд стає свідком трагічних подій, що розгортаються на Землі, тоді як інші персонажі роблять відчайдушні кроки у своїй боротьбі за виживання. Фергессон гине, коли його магазин руйнується. Тим часом Блутгельд переконаний, що переміг у відповідь на загальну змову проти нього. Вірячи, що він показав світові свою силу, він збирається зцілити та відновити порядок за допомогою своїх уявних магічних сил.
Розповідь переноситься у 1988 рік, коли багато громад почали відновлювати своєрідний порядок. Військовий уряд створено у Шаєнні, штат Вайомінг, тоді як у Каліфорнії уряд складається з місцевих громадських рад, які ставляться одна до одної з різним ступенем ворожості. Більшість довоєнних технологій і зручностей втрачено. Дефіцит нафти призводить до того, що недієздатні автомобілі тягнуть кіньми або оснащують дров'яними (паровими) двигунами. Колишня територія каліфорнійського ранчо була перетворена на сільськогосподарські угіддя під кукурудзу та інші культури. Людські мутанти стали більш поширеними, такі як фокомелі, а також з'єднані симбіоти. Водночас колишні домашні тварини, такі як собаки та коти, зазнали таких мутацій, які значно підвищили їхній інтелект. Багато з цих колишніх домашніх тварин і мешканців зоопарку об'єдналися у власні жорстокі племінні загони. Собака Террі Бруно Блутгельда вдало імітував просту людську мову, тоді як деякі види котячих розвинули власне мовлення.
Волт Денгерфілд, маючи достатню кількість пайків, щоб їжі вистачило ще принаймні на кілька років, а також величезною скарбницею книг і музичних записів, став музичним блогером на орбіті. Його трансляції допомагають створити певне відчуття солідарності з довоєнною цивілізацією в ізольованих поселеннях, які складають післявоєнний світ. Його дружина Лідія в якийсь момент зірвалася й покінчила життя самогубством. Денгерфілд відчув симптоми невідомого захворювання, і це викликає занепокоєння у деяких його слухачів.
В окрузі Марін ті, хто вижили, зокрема Бонні Келлер, доктор Стокстілл, Джун Рауб і Хоппі Гарінгтон, організувалися в самоврядну громаду. Гарінгтон, талідомідова дитина, у якого відсутні всі чотири кінцівки, зачаїв тиху образу на зверхнє ставлення, яке він зазнав до війни. Тепер він став успішним механіком завдяки технології електронного сервомеханізму, а також своїм поступово наростальним здібностям психокінезу, тобто переваги розуму над матерією. Таким чином, він стає по-справжньому шанованим і абсолютно незамінним членом спільноти. Однак його кінцева мета — домінувати та принизити людей у своїй громаді шляхом залякування за допомогою все більш примхливого та насильницького використання своїх повноважень, що постійно зміцнюються. Він використовує свої таланти, щоб поступово послабити Волта Денгерфілда та заволодіти улюбленими супутниковими передачами Денгерфілда. Тим часом Блутгельд під псевдонімом Джек Трі живе як вівчар за межами громади. Один невдаха, який шукав сумнозвісного Блутгельда, був викритий Бонні Келлер і страчений за свої вчинки.
Стюарт Маккончі став мандрівним підприємцем у постапокаліптичному світі, продаючи «розумні» роботизовані щуроловки для компанії, що базується в післявоєнному Берклі. Все ще зберігаючи свій амбітний довоєнний менталітет продавця, Маккончі їде до округу Марін, щоб зустрітися з Ендрю Гіллом, підприємцем, який спеціалізується на виробництві сигарет та алкоголю, щоб обговорити повторне запровадження автоматизації на його фабриці як агента бізнес-інтересів у Берклі. Його поява у Вест Маріні вражає Хоппі Гарінгтона та Бруно Блутгельда, які востаннє бачили Маккончі в день «надзвичайної ситуації».
Наростальний психоз Блутгельда зрештою призводить до викриття його особи. Його магічні сили, однак, виявляються цілком реальними. У своєму палкому бажанні змусити замовкнути співрозмовника, який говорить, він, здається, ініціює чергову серію атмосферних вибухів, просто бажаючи, щоб вони відбулися. Хоппі, вважаючи його потенційним суперником, а також прямою загрозою для громади та самої планети, вбиває його з відстані кількох миль. Гарінгтон використовує власні психокінетичні сили, щоб підкинути божевільного вченого високо в повітря, а потім просто дозволити йому впасти назад на землю. Рада округу Марін вирішує віддячити Хоппі, подарувавши йому тютюн, алкоголь Гілла та пам'ятник на честь Гарінгтона, але Хоппі зневажає ці подарунки як набагато дрібніші, ніж він заслуговує. Бонні Келлер починає хвилюватися, що Хоппі виявиться мстивим маленьким олов'яним богом, і тому вона втікає з округу разом з Гіллом і Маккончі в надії врешті-решт оселитися поза межами досяжності його сил.
Тим часом сіамський близнюк Еді Келлера Білл, розумний плід у тілі Бонні, прагне незалежного існування. Білл Келлер може телепатично спілкуватися з мертвими, і вони попереджають його, наскільки небезпечним стає Хоппі. Коли Еді наближається до будинку Хоппі, Гаррінгтон використовує свої сили, щоб вивести Білла з неї, сподіваючись змусити його загинути. Маленький Білл переживає майже смертельну пригоду, перш ніж організовує обмін тілами з Хоппі, який швидко стає фатальним для Гаррінгтона. Ідола на глиняних ногах нарешті повалено.
Наприкінці книги показано, що доктор Стокстіл починає курс психотерапії, який транслюється по радіо, з Волтом Денгерфілдом, який, здається, повільно одужує від своєї хвороби за відсутності виснажливих психічних еманацій ревнивого Хоппі Гарінгтона.

## Персонажі
Хоппі Гарінгтон. Фокомелюс із психокінетичними здібностями та здатністю ідеально імітувати голоси. Зіткнувшись з дискримінацією до війни, Хоппі шукає влади та поваги через свою роботу механіком і плани замінити Волта Денгерфілда. У післямові до видання Dell у м'якій обкладинці 1980 року Дік зазначив: «Хоппі злий не стільки в тому, скільки в нього сил … [він] уособлює монстра в нас: людину, яка голодує… примусовий контроль над іншими. . . Це компенсація за те, чого йому не вистачало від народження. Хоппі неповноцінний, і він прагне компенсувати це коштом усього світу».
Бруно Блутгельд, він же Джек Трі, він же Доктор Бладмані. Фізик-атомник, прорахунки Блутгельда спричинили передвоєнну надзвичайну ситуацію та зробили його об'єктом всесвітньої ненависті. Він переховується під іменем вівчар Джек Трі. Блутгельд схильний до параної, магічного мислення та манії величі; він може насправді мати магічну силу, а може й ні. Дік сказав про персонажа: «Я змушений зізнатися в надто простому погляді на доктора Блатгельда: я ненавиджу його і ненавиджу все, за що він виступає. . . Я не можу зрозуміти його розум; я не можу зрозуміти його ненависті. Я боюся не росіян; це доктор Блатгелдс, доктор Бладмані, у нашому власному суспільстві, що мене жахає. . . [Він] хворий, і хворий таким чином, що це небезпечно для всіх нас».
Волтер Денгерфілд. Запланований як перший колоніст Марса, Денгерфілд обертався навколо Землі на супутнику, чекаючи свого останнього ракетного пуску, коли почалася ядерна війна. Застрягши на орбіті, Денгерфілд стає популярним блогером. Його дружина Лідія покінчила життя самогубством незабаром після початку війни. Дік сказав про персонажа: «[він] перетворюється з людини, яка допомагає роздробленому післявоєнному суспільству, надаючи йому єдності та сили, підвищуючи його моральний дух, на людину, яка відчайдушно потребує від нього допомоги. . . Він символізує ізоляцію, яка є жахом для багатьох внизу: ізоляцію та втрату об'єктів і цінностей, які становили його початковий світ».
Бонні Келлер, подруга й колишня колега Блутгельда. Бонні намагається захистити його, коли той переховується. У неї романи з багатьма чоловіками, включаючи Хела Барнса та Ендрю Гілла.
Стюарт Маккончі. Афроамериканський продавець Стюарт переходить від продажу телевізорів перед війною до продажу автоматичних пасток для знищення тварин-мутантів після війни. Він відчуває огиду до Хоппі Гарінгтона та всіх «неприродних» наслідків ядерної катастрофи. На його оптимістичну особистість і майстерність продажів майже не впливає постапокаліптичне середовище. Дік заявив, що Стюарт був його улюбленим персонажем у романі та тим, з ким він найбільше себе ототожнював, і чиє безпосереднє сприйняття Блутгельда як божевільного є більш проникливим, ніж погляд Бонні на цю людину, попри те, що останній був сформований на основі великих особистих знань.
Еді Келлер. Дочка Бонні Келлер і Ендрю Гілла. Еді розповідає всім, що у неї є брат-близнюк, якого всі вважають уявним другом, але насправді він є розумним плодом у плоді, на ім'я Білл.
Брат Білла Келлера Еді, плід у плоді в її тілі. Він повністю залежить від Еді в плані фізичного та емоційного сприйняття, але незалежно від неї підтримує телепатичний контакт із мертвими.
Ендрю Гілл, торговець тютюном і алкоголем. У нього був випадковий сексуальний контакт із Бонні Келлер відразу після ядерного удару, під час якого вона завагітніла Еді. Закоханий у Бонні, Гілл вирішує залишитися у Вест Маріні, виробляючи ерзац-тютюн і лікер.
Елдон Блейн. Продавець окулярів, який намагається спершу викрасти Хоппі Гарінгтона, а згодом і радіо Хоппі для власної спільноти. Його зрештою вбиває Хоппі.
Доктор Стокстіл. До війни був психіатром, а згодом стає лікарем загальної практики. Він намагається лікувати Блутгельда та Денгерфілда.
Mr. Austurias. Вчитель школи в Вест Маріні та затятий збирач грибів. Його вбивають за те, що він дізнався, ким насправді є Джек Трі.
Джим Фергессон, власник компанії Modern TV Sales and Service. Фергессон дотримується принципів недискримінаційного найму. Через це наймає Стюарта Маккончі та Хоппі Гарінгтона. Він гине миттєво під час ядерного удару.
Джун Рауб. Лідерка громади Вест Маріна, яка використовує можливість, яку їй надає війна, щоб довести свою значущість.
Хел Барнс замінює містера Аустуріаса на посаді вчителя у Вест Маріні. Барнс заводить роман із Бонні Келлер, яка згодом починає вважати його боягузом.

## Інші версії
У 1964 році Філіп К. Дік зібрав уривки з «Доктора Бладмані» в оповідання. Ця версія під назвою «Земна одіссея» була вперше опублікована у п'ятому томі «Зібрання оповідань Філіпа К. Діка» у 1987 році.